# Равнина Жары
Равнина Жары (лат. Caloris Planitia) — самая большая ударная структура на Меркурии. Её диаметр составляет 1550 км (треть диаметра планеты), что делает её одним из крупнейших известных ударных кратеров Солнечной системы. Координаты центра — 32°34′ с. ш. 162°19′ в. д. / 32,57° с. ш. 162,31° в. д.

## Название
Название этой структуры связано с тем, что через неё проходит меридиан 180° — один из двух меридианов, где температура поднимается до рекордных для Меркурия значений. За один оборот вокруг Солнца Меркурий поворачивается на 1,5 оборота вокруг своей оси, поэтому когда он проходит перигелий, к Солнцу повёрнут то нулевой, то 180-й его меридиан.
Латинское название Caloris Planitia было утверждено Международным астрономическим союзом в 1976 году. Более точным русским переводом было бы «равнина Зноя», но принято название «равнина Жары». Это сделано во избежание путаницы с лунным заливом Sinus Aestuum, для которого установилось русское название «Залив Зноя».

## Характеристики
Равнина Жары выглядит на снимках Меркурия светлым пятном: средняя отражательная способность её поверхности на 15—20 % выше, чем в среднем по планете. С ней хорошо контрастируют тёмные равнины, которые окружают её почти сплошным кольцом. Вдоль её восточного края тянутся горы Жары — единственная (на 2013 год) наименованная горная цепь Меркурия. Высота этих гор достигает 2 км.
На этой равнине расположено несколько крупных ударных кратеров (самый большой — 100-километровый кратер Атже). Некоторые из них темнее окружающей поверхности (Атже, По, Мунк, Аполлодор), некоторые — светлее (Каннингем, Баланчин), причём самые большие из светлых кратеров окружены системой ярких лучей. Некоторые кратеры частично залиты лавой. Есть там и такие кратеры, для которых предполагается вулканическое происхождение.
Возраст равнины Жары составляет 3,8—3,9 млрд лет. Эта оценка сделана по концентрации ударных кратеров на её поверхности. Таким образом, она сформировалась в ходе поздней тяжёлой бомбардировки, когда возникло и много других кратеров на разных планетах и спутниках. Диаметр астероида, удар которого образовал равнину Жары, оценивают в 100 км.

## Борозды Пантеон
Около центра равнины Жары находится структура, аналогов которой в Солнечной системе не известно, — система борозд (длинных и узких впадин), получившая название Пантеон. Эти борозды расходятся из общего центра и тянутся на сотни километров. По-видимому, они образовались в ходе растяжения поверхности. Оно, в свою очередь, могло быть следствием поднятия вещества из недр планеты. Эта структура названа так за сходство с ребристым (кессонированным) куполом римского Пантеона. Около её центра находится 40-километровый ударный кратер. Неизвестно, имеет ли он отношение к её происхождению. Его назвали Аполлодор в честь архитектора, который считается создателем римского Пантеона.

## Противоположная сторона Меркурия
В месте, противоположном равнине Жары (в районе точки 32°34′ ю. ш. 17°41′ з. д. / 32,57° ю. ш. 17,69° з. д.) наблюдается сильно пересечённый ландшафт — множество холмов и впадин. Возможно, они появились вследствие схождения в этом месте сейсмических волн от удара, образовавшего равнину Жары. Есть и версия, что в этом месте выпало особенно много вещества, выброшенного при этом ударе. Аналогичный рельеф виден и на Луне — в местах, противоположных некоторым её морям.

## История изучения
Равнина Жары была открыта на снимках, сделанных космическим аппаратом «Маринер-10» в 1974 году. Во время съёмки она находилась на границе дневной и ночной стороны планеты, и поэтому было видно только её половину. Заснять равнину Жары целиком удалось только в 2008 году, когда изучение Меркурия начал следующий аппарат — «Мессенджер». Кроме того, его снимки позволили уточнить диаметр равнины: он оказался равным 1550 км, а не 1300 км, как его оценили по фотографиям «Маринера-10». Кроме того, «Мессенджер» обнаружил борозды Пантеон.